# Villaines-les-Prévôtes
Villaines-les-Prévôtes är en kommun i departementet Côte-d'Or i regionen Bourgogne-Franche-Comté i östra Frankrike. Kommunen ligger i kantonen Montbard som tillhör arrondissementet Montbard. År 2022 hade Villaines-les-Prévôtes 143 invånare.

## Befolkningsutveckling
Antalet invånare i kommunen Villaines-les-Prévôtes
Referens:INSEE